# Lasiognathus saccostoma
Lasiognathus saccostoma is een straalvinnige vissensoort uit de familie van armvinnigen (Thaumatichthyidae). De wetenschappelijke naam van de soort is voor het eerst geldig gepubliceerd in 1925 door Regan.